# Осецьк (гміна)
Гміна Осецьк (пол. Gmina Osieck) — місько-сільська гміна у центральній Польщі. Належить до Отвоцького повіту Мазовецького воєводства.
Станом на 31 грудня 2011 у гміні проживало 3531 особа.

## Площа
Згідно з даними за 2007 рік площа гміни становила 67.50 км², у тому числі:
- орні землі: 57.00%
- ліси: 35.00%

Таким чином, площа гміни становить 10.97% площі повіту.

## Населення
Станом на 31 грудня 2011:
| Опис     | Загалом | Загалом | Чоловіки | Чоловіки | Жінки | Жінки |
| -------- | ------- | ------- | -------- | -------- | ----- | ----- |
| одиниця  | осіб    | %       | осіб     | %        | осіб  | %     |
| все      | 3531    | 100     | 1728     | 48.94    | 1803  | 51.06 |
| міське   | 0       | 100     | 0        |          | 0     |       |
| сільське | 3531    | 100     | 1728     | 48.94    | 1803  | 51.06 |

## Сусідні гміни
Гміна Осецьк межує з такими гмінами: Ґарволін, Колбель, Пілява, Собене-Єзьори, Целестинув.